# Morrenia
Morrenia es un género de plantas fanerógamas de la familia Apocynaceae.  Es originario de Sudamérica. Comprende 13 especies descritas y de estas, solo 9 aceptadas.
Está estrechamente relacionado con Araujia Brot.

## Descripción

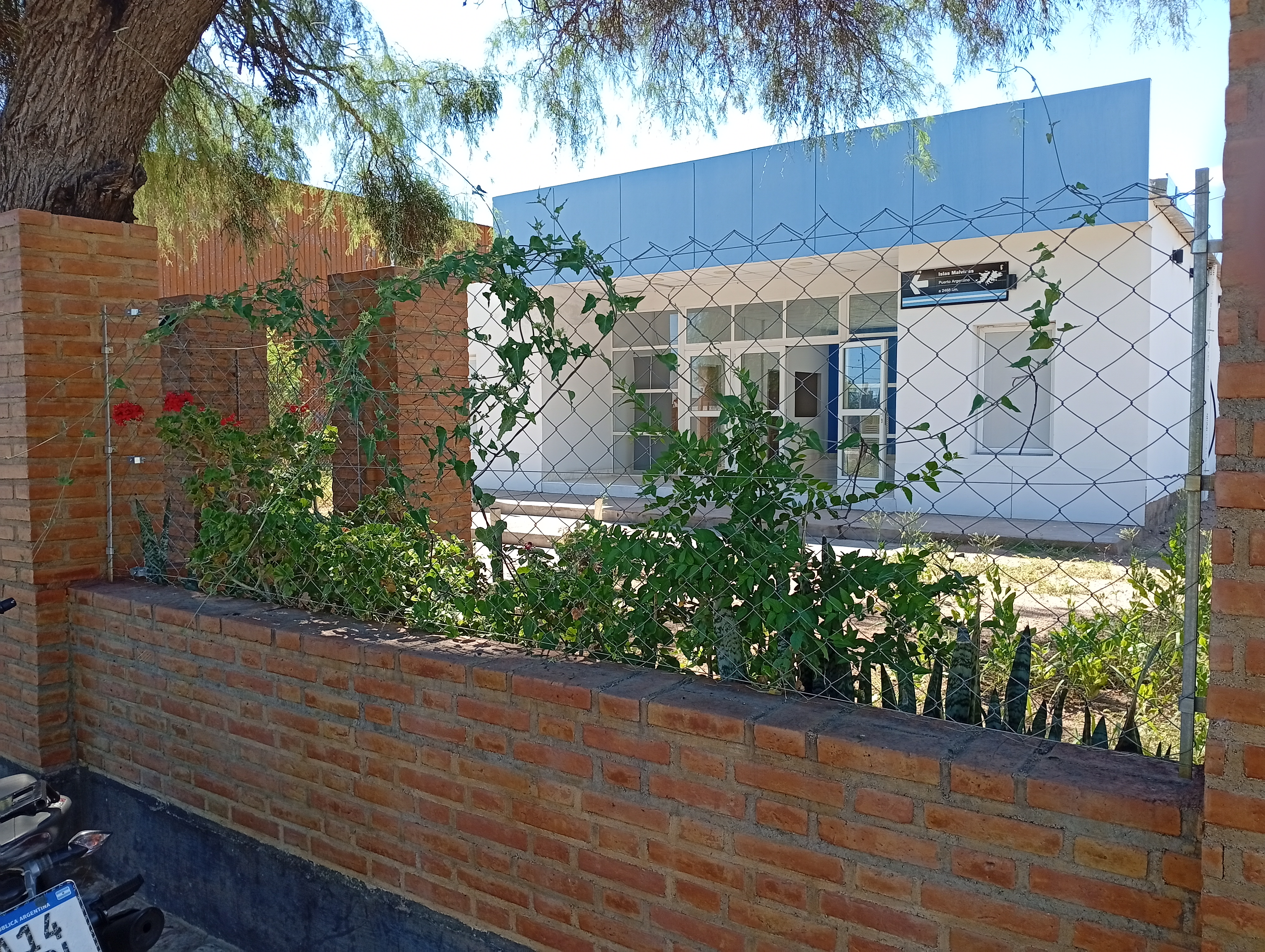
Espécimen creciendo enredado (junto a plantas de jardín) en una alambrada perimetral localizada en Chamical, Argentina

Son enredaderas que alcanzan los 5 m de alto, con látex blanco. Las láminas foliares son herbáceas de 4-7 (-11) cm de largo, 1-3 (-5) cm de ancho, triangulares, basalmente cordadas o cuneadas, el ápice agudo, ligeramente onduladas, adaxial escasamente pubescente, abaxialmente densamente pubescente a tomentosas, tricomas blanquecinos.
Las inflorescencias son extra-axilares, solitarias, más cortas que las hojas adyacentes, con 4-10 flores, simples, subsésiles a cortamente pedunculadas, pedúnculos casi tan largos como los pedicelos, TV los pedicelos densamente pubescente o tomentosos por toda la superficie. Las flores están dulcemente perfumadas y son nectaríferas.

## Distribución y hábitat
Se encuentra en América del Sur en Argentina, Bolivia, Brasil, Paraguay y Uruguay desde el Chaco seco al bosque húmedo, a menudo en situaciones perturbadas.

## Propiedades
M. odorata, popularmente denominada doca, es considerada una maleza en los cultivos de cítricos en Florida y Australia. Florece en primavera y frutifica durante el verano.
El fruto, también llamado "doca", es comestible (se ingiere crudo o cocido). El látex se utiliza para producir un queso vegetal (el así llamado "dulce de doca"). En cuanto al resto de la planta, se dice que sirve para mejorar el flujo de leche en las vacas y las mujeres (efecto galactogénico-galactogo).

## Taxonomía
El género fue descrito por John Lindley y publicado en Edwards's Botanical Register 24(Misc.): 71. 1838.

## Especies aceptadas
A continuación se brinda un listado de las especies del género Morrenia aceptadas hasta octubre de 2013, ordenadas alfabéticamente. Para cada una se indica el nombre binomial seguido del autor, abreviado según las convenciones y usos. 
- Morrenia brachystephana Griseb.
- Morrenia hassleriana Malme
- Morrenia herzogii Schltr.
- Morrenia intermedia T.Mey.
- Morrenia odorata Lindl.
- Morrenia scalae (Hicken) Goyder
- Morrenia stormiana (Morong) Malme
- Morrenia stuckertiana (Kurtz ex Heger) Malme
- Morrenia variegata (Griseb.) T.Meyer